# Westerse Bos
Westerse Bos is een buurtschap in de Nederlandse provincie Drenthe, gemeente Emmen, dat valt onder Schoonebeek. Op 1 januari 2019 had het 126 inwoners.

## Geschiedenis
Samen met het Middendorp, Kerkeinde en het Oosterse Bos vormt deze buurtschap het oorspronkelijke Schoonebeek. Vroeger werd deze buurtschap ook wel aangeduid als Westeinde.

## Verkeer en toerisme
In het Westerse Bos staan enkele oude boerderijen die onder Monumentenzorg vallen. Vrijwel heel Westerse Bos is een beschermd dorpsgezicht.
De provinciale weg 853 loopt langs deze buurtschap.

## Afbeeldingen

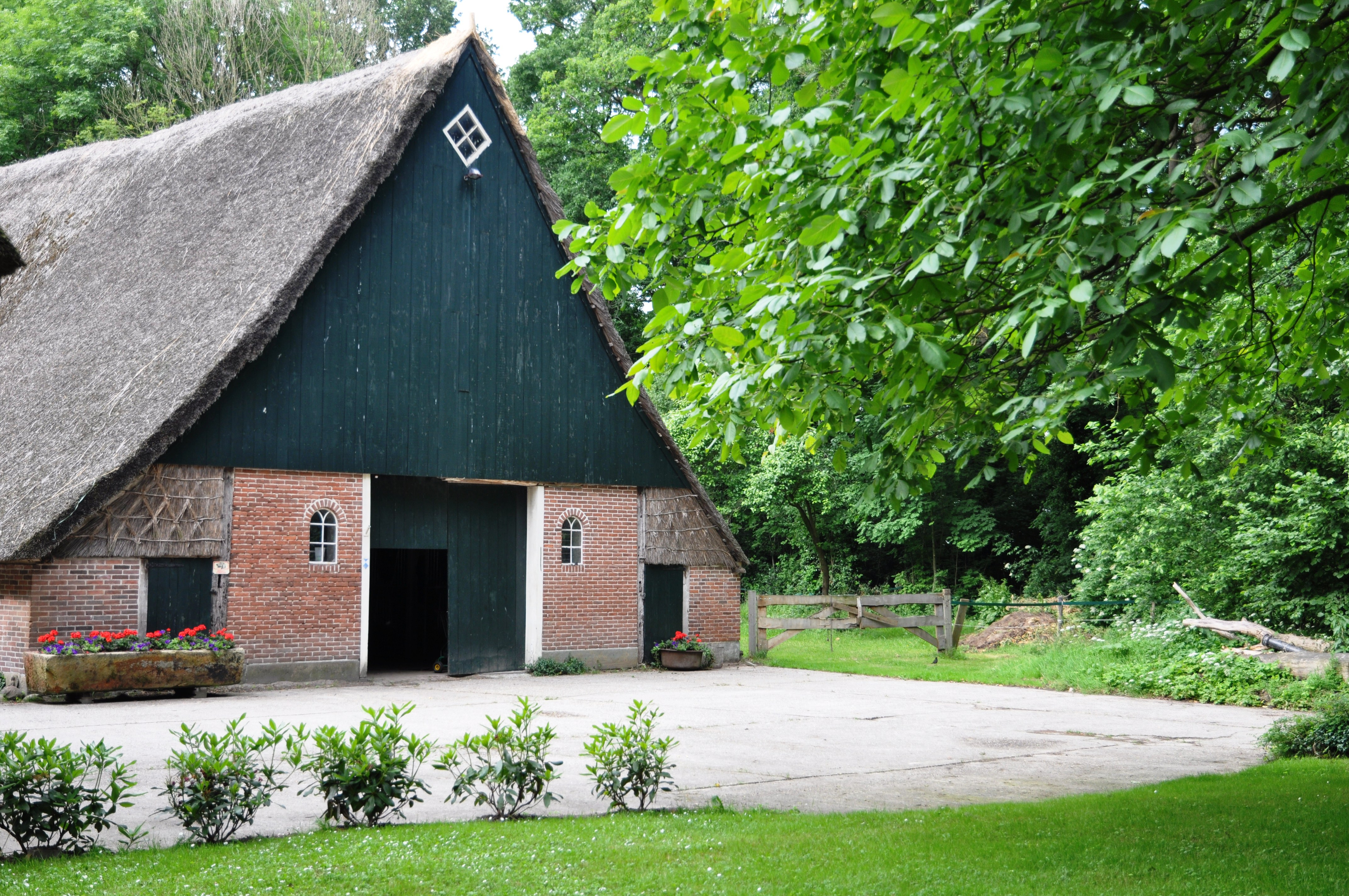
Schuur
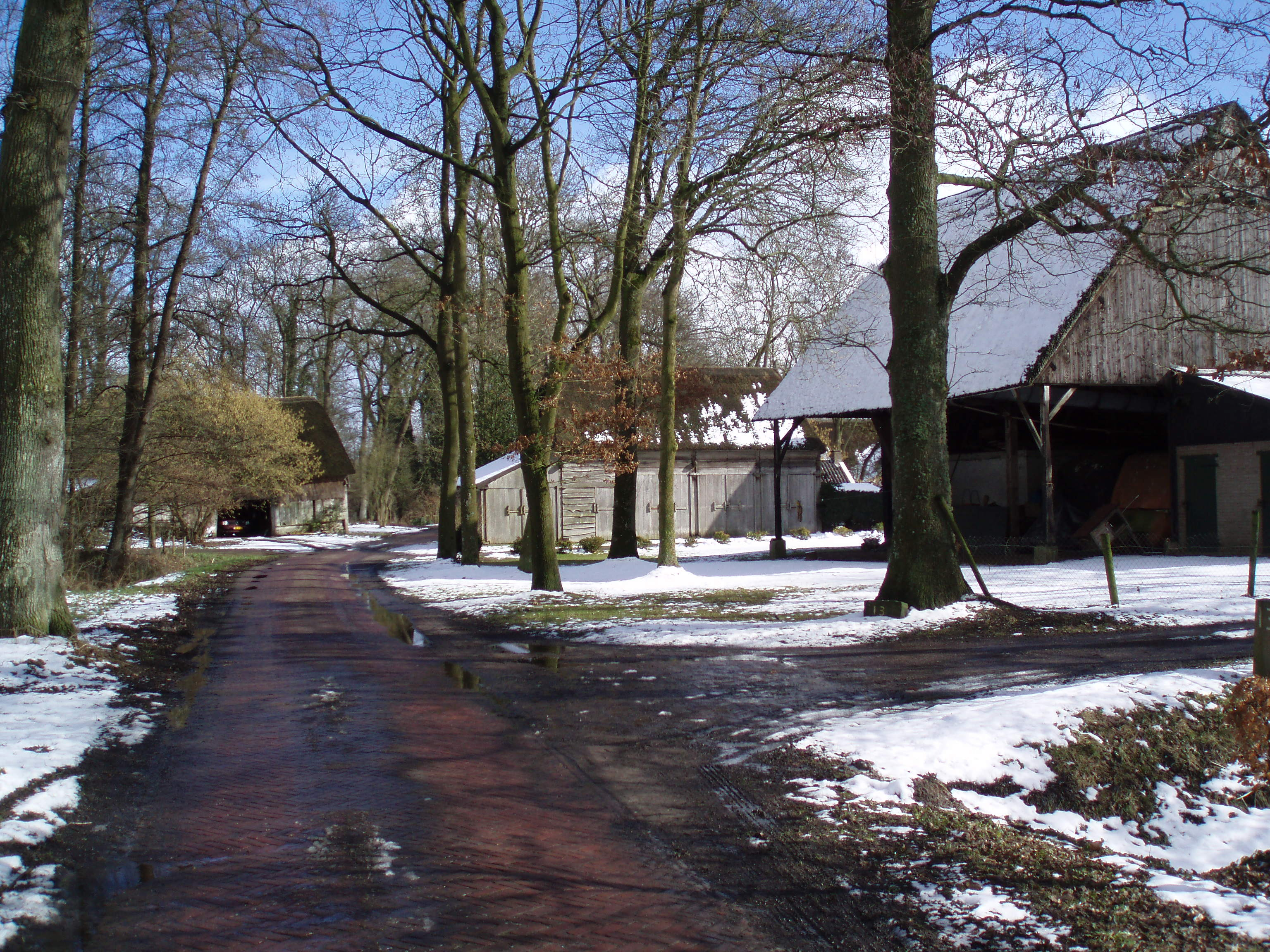
Winteraanzicht

Drenthe: Steden en dorpen      Nederland: Provincies · Gemeenten